# Дадли (Пенсилванија)
Дадли (енгл. Dudley) град је у америчкој савезној држави Пенсилванија.

## Демографија
По попису из 2010. године број становника је 184, што је 8 (-4,2%) становника мање него 2000. године.
| Група             | 2000.        | 2010.       |
| Белци             | 192 (100,0%) | 183 (99,5%) |
| Афроамериканци    | 0 (0,0%)     | 1 (0,5%)    |
| Азијати           | 0 (0,0%)     | 0 (0,0%)    |
| Хиспаноамериканци | 0 (0,0%)     | 0 (0,0%)    |
| Укупно            | 192          | 184         |